# 迷路 (岡村孝子の曲)
『迷路』（めいろ）は、岡村孝子通算6枚目のシングル。1987年7月5日に発売された。発売元はファンハウス（現・ソニー・ミュージックレーベルズ）。
シングル・レコード、8センチCD、シングル・カセットの3形態がリリースされた。

## 解説
3枚目のアルバム『liberté』と同日発売。カップリング曲「電車」とともに、同アルバムに収録。そのためジャケットの写真も全く同じ。
岡村はセレクション・アルバムやベスト・アルバムの類を比較的多く発売しているが、表題曲「迷路」はシングルでありながら、当アルバム以外には一切収録されていない。
「電車」は次のシングルでリミックスされ、表題曲として発売された。カップリング曲ではあるがミュージック・ビデオが制作されており、MVの終盤には岡村本人の直筆メッセージを見ることができる。

## 収録曲

### EPレコード・8センチCDシングル
1. 迷路　（4:56）
  - 作詞・作曲: 岡村孝子 、編曲: 萩田光雄
2. 電車　（5:42）
  - 作詞・作曲: 岡村孝子 、編曲: 萩田光雄

### シングル・カセット
- A面

1. 迷路
2. 迷路 （オリジナル・カラオケ）

- B面

1. 電車
2. 電車 （オリジナル・カラオケ）

## 楽曲の収録作品
- 迷路
  - liberté　（3rd アルバム）
- 電車
  - liberté
  - Ballade
  - HISTOIRE
  - 岡村孝子ベスト SUPER BEST 2000
  - DO MY BEST
  - TOY BOX
- 電車（Remix Version）
  - After Tone